# قلعة بارنبوجل
قلعة بارنبوجل (بالإنجليزية: Barnbougle Castle) هي قلعة تاريخية تقع على الشاطئ الجنوبي لفيرث أوف فورث، بين كراموند وكوينزفيري في اسكتلندا.
تعتبر القلعة من ممتلكات إيرل روزبيري. وعلى الرغم من أن تاريخها يعود إلى القرن الثالث عشر، إلا أن القلعة الحالية أعيد بناؤها في عام 1881 على يد إيرل روزبيري الخامس، والذي شغل منصب رئيس الوزراء من عام 1894 إلى عام 1895.

## التسمية
يعتقد أن اسم القلعة مشتق من كلمة (brinn bugel) القديمة والتي تعني "تلة الراعي"، أو (bar bugel)، التي تعني "شجرة الراعي". ومن المحتمل أن تشير كل هذه الأسماء إلى الأرض المرتفعة التي بنيت عليها القلعة، والتي تطل على مرعى مجاور عند مصب نهر كوكل بيرن.

## تاريخ
كان المبنى الأول في بارنبوجل عبارة عن منزل على شكل برج يعود الى القرن الثالث عشر، شيدته عائلة ماوبرايس، وهي عائلة نورماندية كانت من أمراء دالميني وإنفيركيثينج. حصل السير جون موبراي من بارنبوجل، ليرد دالمني، على لقب فارس من قبل السير توماس إرسكين في معركة هوملدون عام 1402.
في عام 1774، وضع المهندس المعماري روبرت آدم خطة لإعادة بناء القلعة. كان المبنى الذي اقترحه عبارة عن مبنى مثلثي، مع وجود البرج الأصلي في الزاوية المواجهة للبحر، لكن لم يُنفذ مطلقًا. وبحلول أوائل القرن التاسع عشر، أصبحت القلعة متداعية. فقام إيرل روزبيري الرابع ببناء قصر دالمني، وانتقلت العائلة إليه عند الانتهاء من بناءه في عام 1817. ثم استخدمت القلعة لتخزين المتفجرات، وبعد تعرضها للتلف في انفجار عرضي، تُركت لاحقًا كخراب.
في عام 1881 أعيد بناء القلعة بالكامل ووسعت وفقًا لمخطط المهندس جيمس ميتلاند واردروب، على الطراز الاسكتلندي الباروني. حيث دُمجت الأجزاء الأقدم في المبنى الجديد. وكان الغرض من إعادة بناء القلعة لاستخدامها كمكتبة خاصة لأرشيبالد، إيرل روزبيري الخامس، الذي أصبح رئيسًا للوزراء في عام 1894. أُدرجت القلعة ضمن قائمة التراث البريطاني كمبنى تراثي من الدرجة الأولى.

## القلعة في الخيال الشعبي
ظهرت أسطورة مرتبطة بقلعة بارنبوجل ومحطة هاوند بوينت البحرية القريبة منها. تروي الأسطورة أنه "كلما كان موت أحد بارونات بارنبوجل وشيكاً، يظهر رجل أسود، مصطحباً كلباً، يقف عند هاوند بوينت، وينفخ من بوقٍ يحمله كرسالة لقرب وفاة البارون". اتخذ ويليام فايف القصة كمصدر إلهام لقصيدة تدور حول مغامرات "السير روجر موبراي" وكلبه في الحملات الصليبية.